# Wunden der Vergangenheit

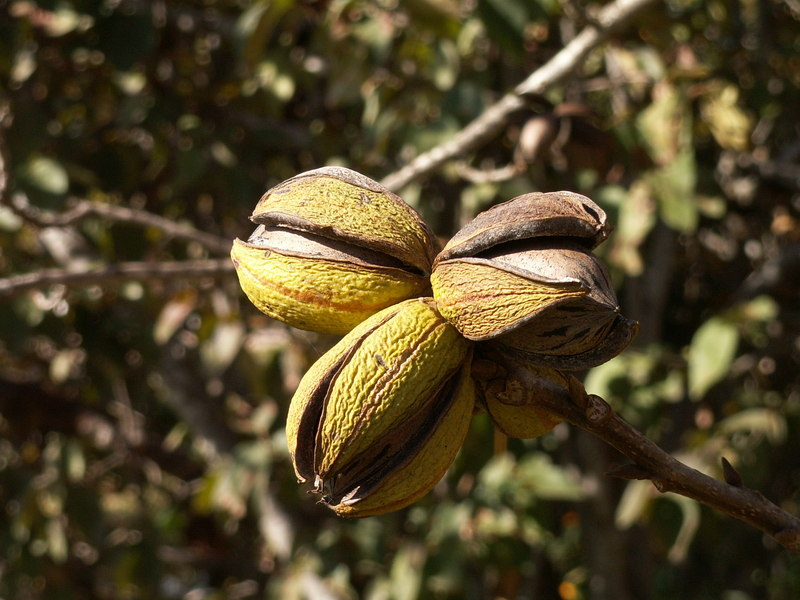
Pekannüsse am Baum

Wunden der Vergangenheit ist ein US-amerikanischer Fernsehfilm aus dem Hause CBS. Erstausstrahlung war am 26. Oktober 1997. Regie führte Arthur Allan Seidelman.

## Handlung
Die ungleichen Schwestern Sarah und Wanda erben ein Waldgrundstück ihrer Mutter. Bei der ersten Besichtigung des verwilderten Geländes bemerken sie eine alte Holzhütte, die von der hochbetagten dunkelhäutigen Lilly Cooper und ihren zahlreichen Katzen bewohnt wird. Sarahs 15-jährige Tochter Gina hat keine Berührungsängste und will mehr über das Leben der schrulligen Alten wissen.
Sarah – adrett und in großer Geldnot – strebt den baldigen Verkauf des Grundstücks an. Wandas Haltung ist eine andere.
Sie befürchtet Mrs. Cooper könnte nach dem Verkauf aus ihrem Zuhause vertrieben werden. Sie genießt seit fast 50 Jahren kostenloses Wohnrecht in der Hütte. Sarah kann darauf keine Rücksicht nehmen. Die alte Dame muss dann eben in ein Altersheim umziehen. Da dies ein Angehöriger veranlassen muss, versucht sie Lillys Sohn Henry ausfindig zu machen. Aber das ist gar nicht so einfach.
Sarah wird ungeduldig. Als sie dem Sheriff des Ortes berichtet, wie verwirrt und verwahrlost die alte Dame ist, lässt der sie gewaltsam in ein Krankenhaus bringen. Dort wird sie erst einmal einem umfangreichen Gesundheitscheck unterzogen. Sarah, Wanda und Gina besuchen sie. Mrs. Cooper erzählt nun, dass jener Sheriff – korrupt wie kein Zweiter – ihr in jungen Jahren den Sohn wegnahm. Eine weitere überraschende Nachricht ist, dass die Erblasserin der minderbemittelten Mrs. Cooper den Wald bereits vor etlichen Jahren nachweislich schenkte. Sie lebt vom Verkauf der Pekannüsse, die sie im Wald sammelt.
Tage später haben Gina und Sarah Henry Cooper ausfindig machen können. Er zögert jedoch seine Mutter zu besuchen. Er hat nie verstanden, warum sie ihn allein ließ. Eine Mutter würde doch alles daran setzen ihren verlorengegangenen Sohn wiederzufinden.
Sarah – inzwischen geläutert – überredet ihn hartnäckig, seine Mutter im Krankenhaus zu besuchen. Es steht schlecht um sie. Es könnte der letzte Besuch dieser Art sein. Auf dem Weg in den OP kommt es dann zum lang ersehnten Wiedersehen. 50 Jahre hatte Lilly auf diesen Moment gewartet. Die Herz-OP überlebt sie nicht. Es war also das erste und letzte Wiedersehen. Aber Lillys großer Wunsch ging in Erfüllung.

## Hintergrund
Die Handlung, die ein wenig wie ein Südstaatenepos anmutet, spielt zwar in South Carolina, wurde aber in Wilmington (North Carolina) gedreht.